# Isophya altaica
Isophya altaica är en insektsart som beskrevs av Bei-bienko 1926. Isophya altaica ingår i släktet Isophya och familjen vårtbitare. Inga underarter finns listade i Catalogue of Life.